# Commissie Boekentas
Commissie Boekentas deed in 1998 in opdracht van Tineke Netelenbos onderzoek en gaf aanbevelingen om de problematiek van te zware boekentassen van middelbare scholieren (en met name van brugklassers) op te lossen. Te zware tassen kunnen een gezondheidsrisico en veiligheidsrisico's in het verkeer veroorzaken.
Een van de bevindingen van de commissie is dat waarschijnlijk niet het gewicht van de boekentas klachten veroorzaakt, maar dat vooral de draagwijze en de indrukking van schouders en huid tot mogelijke problemen kan leiden.
In Duitsland en Oostenrijk is er een regelgeving die zegt dat de schooltas van een leerling niet meer dan tien procent van het gewicht van de leerling mag zijn. Bij een brugklasser van 40 kg zou de boekentas niet meer dan 4 kg mogen wegen. In Nederland bestaat zo'n regel niet.